# Гьотто, Давиде
Давиде Гьотто (итал. Davide Ghiotto; род. 3 декабря 1993, Виченца, Венеция) — итальянский конькобежец; Бронзовый призёр зимних Олимпийских игр 2022 года, чемпион мира и серебряный призёр чемпионата мира, бронзовый призёр чемпионата Европы, 7-кратный чемпион Италии и 9-кратный призёр. Мировой рекордсмен на дистанции 10000 метров. Выступает за команду "GS Fiamme Gialle".

## Биография
Давиде Гьотто родился в небольшой коммуне Альтавилла-Вичентина. Его отец Федерико Гьотто бывший профессиональный велосипедист, выступавший в 80-х-90-х годах. Давиде попробовал кататься на коньках в возрасте 6-ти лет, когда его бабушка по материнской линии взяла его на пробный пробег. А в возрасте 7-ми лет начал кататься на роликах. В 13 лет переехал в Тренто и занялся конькобежным спортом, где вступил в клуб " SG Roana", позже перешёл в "Cosmo Noale Ice", а затем стал профессионалом в спортивной группе "Guardia di Finanza". 
В сезоне 2012/13 Давиде стал участвовать в чемпионате Италии среди юниоров и на взрослом чемпионате. В марте 2016 года он участвовал на 3-м чемпионате мира среди студентов по конькобежному спорту и завоевал золотые медали в забегах на 5000 и 10000 м, а также в командной гонке преследования. В сезоне 2016/17 дебютировал на Кубке мира и на чемпионате Европы в Херенвене, а на чемпионате Италии занял 3-е место в многоборье, 2-е в беге на 5000 и 1-е на 10000 м.
В феврале 2017 года на зимней Универсиаде в Алма-Ате выиграл золотые медали на дистанциях 5000 и 10000 метров. В том же месяце на дебютном чемпионате мира на отдельных дистанциях в Канныне занял 5-е место в забеге на 10000 метров. В январе 2018 года Гьотто стал 5-м в забеге на 5000 метров на чемпионате Европы в Коломне.
На зимних Олимпийских играх в Пхёнчхане он стал 19-м на дистанции 5000 метров и 12-м на 10000 метров. На чемпионате Италии вновь выиграл 10000 метров и на 4-м чемпионате мира среди студентов в Минске снова завоевал золотые медали в забегах на 5000 и 10000 м. В 2019 году участвовал на чемпионате Европы в Коллальбо, и был дисквалифицирован, заняв последнее место, а на индивидуальном чемпионате мира в Инцелле занял лучшее 6-е место в забеге на 10000 м.
В 2020 году вновь занял 6-е место на 10000 м и 7-е на 5000 м на чемпионате мира в Солт-лейк-Сити, а на чемпионате мира в классическом многоборье в Хамаре на дистанциях 500 и 5000 м выступил неудачно, поэтому не вышел в забеге на 1500 м и завершил соревнования. 
После пандемии COVID-19 в 2021 году Гьотто занял 4-е место в забеге на 10000 м и 7-е на 5000 м на чемпионате мира на отдельных дистанциях в Херенвене. Сезон 2021/22 он начал с 3-го места на этапе Кубка мира в Солт-лейк-Сити в забеге на 5000 м и 2-го места в Калгари. В январе 2022 года на чемпионате Европы в Херенвене выиграл бронзовую медаль в командной гонке и занял 7-е место на 5000 м.
В феврале на зимних Олимпийских играх в Пекине Гьотто завоевал бронзовую медаль на дистанции 10000 м, а также стал 8-м на 5000 м. В марте на чемпионате мира в классическом многоборье в Хамаре занял 7-е место. В сезоне 2021/22 занял 2-е место на дистанции 5000/10000 м в общем зачёте Кубка мира.
В сезоне 2022/23 Гьотто на Кубке мира дважды был победителем в забеге на 5000 м и 10000 м, следом занял в многоборье 4-е место на чемпионате Европы в Хамаре, на чемпионате Италии выиграл классическое многоборье. В марте 2023 года на чемпионате мира на отдельных дистанциях в Херенвене впервые одержал победу на дистанции 10000 метров и стал первым итальянцем, выигравшим на отдельных дистанциях чемпионат мира. Он также выиграл серебро в забеге на 5000 метров.

## Спортивные результаты
| Год  | Чемпионат Европы многоборье | Чемпионат Европы отдельные дистанции | Чемпионат мира многоборье | Чемпионат мира на отдельных дистанциях | Олимпийские игры        | Кубок мира                  |
| ---- | --------------------------- | ------------------------------------ | ------------------------- | -------------------------------------- | ----------------------- | --------------------------- |
| 2017 | NC17 (20e, 9e, 19e, -)      |                                      |                           | 5e 10 000 м                            |                         | 17e 5000/10 000 м           |
| 2018 |                             | 6е 5000 м                            | NC23 (23e, 17e, 23e, -)   |                                        | 19e 5000 м 12e 10 000 м | 12e 5000/10 000 м           |
| 2019 | DNF (DNF, -, -, -)          |                                      |                           | 11e 5000 м 6e 10 000 м                 |                         | 13e 5000/10 000 м           |
| 2020 |                             | 9e 5000 м                            | NS3 (24e, 14e, DNS, -)    | 7e 5000 м 6e 10000 м                   |                         | 7e 5000/10 000 м            |
| 2021 |                             |                                      |                           | 7e 5000 м 4e 10 000 м                  |                         | 4e 5000/10 000 м            |
| 2022 |                             | 7e 5000 м · командная гонка          | 7e · (18e, , 15e, )       |                                        | 8e 5000 м · 10 000 м    | 50-е 1500 м · 5000/10 000 м |
| 2023 | 4e · (12e, , 6e, )          |                                      |                           | 5000 м · 10000 м · 4e командная гонка  |                         | 4e 5000/10 000 м            |
| 2024 |                             | 5000 м · командная гонка             | 5e · (21e, , 11e, )       | 5000 м · 10000 м · командная гонка     |                         | 50e 1500 м · 5000/10 000 м  |
| 2025 | 4e · (17e, 4e, 13e, )       |                                      |                           |                                        |                         |                             |

- (500 м, 5000 м, 1500 м, 10 000 м)
- NC = не отобрался на заключительную дистанцию

## Мировой рекорд
Давиде Гьотто 26 октября 2024 года в Инцелле пробежал 10 000 метров за 12 минут 26,30 секунд, побив прежний мировой рекорд Нильса ван дер Пула. А 25 января 2025 на третьем этапе Кубка мира в Калгари установил новый мировой рекорд — 12.25,69.

## Личная жизнь
Давиде Гьотто окончил Университет Тренто в степени бакалавра философии, защитив диссертацию на тему "Этика и самоубийство". Он женат на Сьюзи Бальзарин, от которой есть сын Филипп. Семья живёт в Сен-Готарде, в деревушке Зовенседо. Его младшие братья Лука и Мануэль также пошли по стопам своего брата в конькобежном спорте.